# Erigone praecursa
Erigone praecursa là một loài nhện trong họ Linyphiidae.
Loài này thuộc chi Erigone. Erigone praecursa được Ralph Vary Chamberlin & Wilton Ivie miêu tả năm 1939.